# Vittaria volkensii
Vittaria volkensii är en kantbräkenväxtart som beskrevs av Georg Hans Emmo Wolfgang Hieronymus. Vittaria volkensii ingår i släktet Vittaria och familjen Pteridaceae. Inga underarter finns listade.